# Волфганг Десекер
Волфганг Десекер (Штутгарт, 28. август 1911 — Штутгарт, 26. март 1973) био је немачки атлетичар који се такмичио у трчању на 800 метара. Био је члан АК Штутгарт Кикерс из Штутгарта. У приватном животу био је доктор математике.
На Олимпијским играма у Берлину Десекер је представљао Нацистичка Немачка. У квалификацијама трке на 800 метара освојио резултатом 2:56,0 треће место у групи и квалификовао се за полуфинале. У поуфиналу иако је тречао боље 1:55,3 завршио је као пети и није стигао у финале.
На 1. Европском првенству 1934. у Торину учествовао је у трци на 800 метара и освојио  бронзану медаљу у времену 1:52,2 које је за 0,2 секунде било слабије од освајача златне медаље.
Дессецкер је био вишеструки освајач медаља на Међународним студентским играма (претеча Универзијаде). У периоду 1933—1939 освосвојио је злато на 800 (Торино 1933, Беч 1939) и 1.500 метара (Беч 1939), као и две сребрне медаље на олимпијском релију (Будимпешта 1935, Париз 1937) и две бронзе (1.500 метара / Торино 1933, 4 × 100 метара / Парис 1937). Освојио је десет медаља немачког првенства у периоду 1931-1939, укључујући четири титула првака. Био је европски реккордер на 1.000 метара резултатом 2:28,9